# Helinus spartioides
Helinus spartioides är en brakvedsväxtart som först beskrevs av Adolf Engler, och fick sitt nu gällande namn av Schinz och Adolf Engler. Helinus spartioides ingår i släktet Helinus och familjen brakvedsväxter. Inga underarter finns listade i Catalogue of Life.